# 미스 유니버스 2017
제66회 미스 유니버스 2017 대회는 2017년 11월 26일 미국 네바다 더 액시스에서 열렸으며 2016 미스 유니버스 우승자인 이리스 미테나르가 새로운 우승자인 데미리 넬피터스에게 왕관을 물려주었다.그는 1978년 남아프리카 백인 우승자 첫번째 이후 39년 만에 두번째 백인 우승자를 배출하였다. 2012년 2015년 대회 이후 3번째로 열리는 대회이다.

## 이전 대회 미키모토 왕관
미스 유니버스 2002년부터 2007년까지 미키 모토 왕관을 우승자에게 지급하였으나 2009년부터 2016년까지 넥서스 랩 왕관 과 DIC 왕관 을 사용하여 미키모토 사용 금하였는데 2017년부터 2018년까지 1년간 미키모토 왕관을 사용하였고 2019년 대회부터는 새로운 모우와드 왕관을 사용하기로 결정하였다.

## 심사위원
- 웬디 피츠윌리엄 - 미스 유니버스 1998 우승자
- 제이 매뉴얼 - 텔레비전 사회자 미용사
- 퍼룩 셰미 - 사업가 퍼룩 시스템 명예회장 미용제조업자
- 로스 매튜스 - 미국 아나운서 방송인
- 메간 올리비 - 폭스 스포츠 방송인 단독 방송인
- 레레 폰스 - 유튜브 크리에이터 방송인
- 피아 워츠바흐 - 미스 유니버스 2015 우승자

## 결과

### 최종 결과

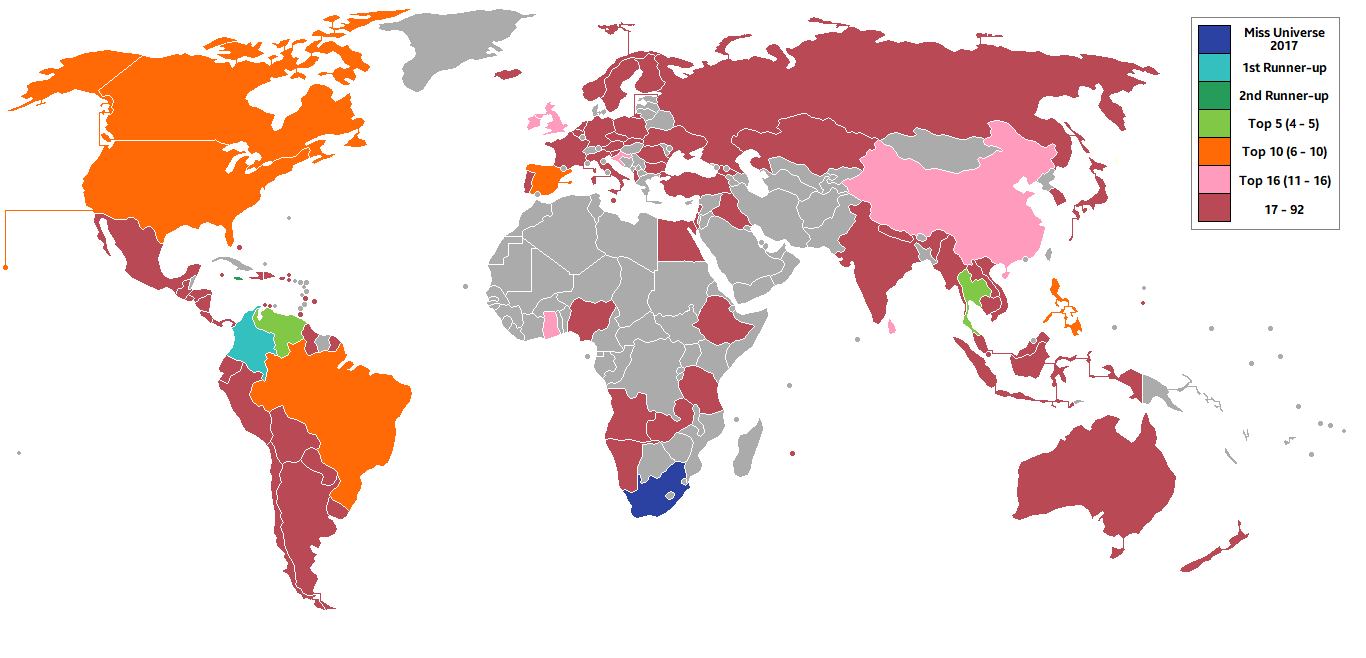
Miss Universe 2017 final placements.

| 득점결과           | 참가자 |
| ------------------ | --- |
| 미스 유니버스 2017 | - 남아프리카공화국 – 데미리 넬피터스 |
| 2위                | - 콜롬비아 – 로라 곤잘레즈 |
| 3위                | - 자메이카 – 다비나 베넷 |
| Top 5              | - 타이 – 마리아 린 에렌 - 베네수엘라 – 케이시 사야고                                                                                          |
| Top 10             | - 브라질 – 모나리사 알칸타라 - 캐나다 - 로렌 하우 - 필리핀 – 레이첼 피터스 - 스페인 – 소피아 델 파라도 - 미국 – 카라 매컬로                   |
| Top 16             | - 중국 – 록세티 큐 - 크로아티아 - 샤넬리 페티 - 가나 – 루스 콰시 - 영국 – 안나 버드지 - 아일랜드 – 칼린 토빈 - 스리랑카 – 크리스티나 페이리스 |

| 미스 유니버스 개최국                    |                                                    |                                     |
| 이전 미스 유니버스 2016 필리핀 , 마닐라 | 현재 미스 유니버스 2017 미국, 라스베이거스, 네바다 | 이후 미스 유니버스 2018 태국 , 방콕 |

| 미스 유니버스 우승자                           |                                                          |                                                  |
| 이전 미스 유니버스 2016 프랑스 이리스 미테나르 | 현재 미스 유니버스 2017 남아프리카공화국 데미리 넬피터스 | 이후 미스 유니버스 2018 필리핀 카트리오나 그레이 |